# Air Liquide
Air Liquide este o companie franceză și cel mai mare distribuitor de gaze industriale din lume.

## Referinte
1. 1 2  Sirene
2. ↑   https://www.airliquide.com/group/our-history Lipsește sau este vid: |title= (ajutor)
3. ↑   https://www.lobbyfacts.eu/datacard/air-liquide?rid=94857385769-70 Lipsește sau este vid: |title= (ajutor)
4. ↑  Open Funder Registry, accesat în 7 decembrie 2017
5. ↑  L'Air Liquide, 20th Century Press Archives, accesat în 20 iulie 2021
6. ↑  Document d’Enregistrement Universel (PDF) (în franceză), 5 martie 2024